# 徳田真寿
徳田 真寿（とくだ しんじゅ、慶応3年5月15日（1867年6月17日）- 1944年（昭和19年））（享年77）は、日本の明治・大正・昭和初期の金融業者、古銭・切手収集家。
肥前国 松浦郡 江迎町で金融業を営み、三角に興味を持った。
その特異な言行から「天下の奇人」と称された。自称も「頓痴奇屋（とんちきや）主人」。

## 来歴
肥前国松浦郡江迎（現 長崎県佐世保市 江迎町）に生まれる。日清戦争時に志願して海軍に従軍。後に郷里で金融業を営んだ。

## エピソード
海軍従軍の頃から奇抜な行動で知られ、後半生ではその奇行奇習で名を全国にまで知られた。
- 趣味は旅行、古銭・切手の収集、絵画。旅行時には紋付きの洋服に袴ばき、シルクハットと特大の懐中時計を携行という特異な姿で、鉄道の運賃始め旅先ではすべて一銭銅貨で支払った。あまりの奇行ぶりに警察に通報されることもあり、警察側から道中護衛をつけるのが例となった。
- 十代の頃から三角形に興味を持ち、家具や調度品、食器、実印から果ては自らの墓までも三角にさせた。曰く、「三角形は円に通ずる。三角形を合わせると円になる。円は時間・空間・無限の発展性を表し、安定性もあり、一円融合の精神ともつながる。三角の膳をつなぎ合わせれば車座になり、みな輪になって喜びを共にできる」という。
- 年賀状や暑中見舞い等の時候の挨拶状も洒落をふんだんに用いた特徴的なものであった。

## 遺跡
- 遺品は遺族から江迎町に寄贈されている。
- 墓所は長坂の生涯学習センター（旧 江迎町中央公民館）東隣の墓地内にあり、三角形で形作られた墓石が現存する。墓所下に徳田について記した案内板が江迎町により設置されている。